# Bounce – Eine Chance für die Liebe
Bounce – Eine Chance für die Liebe (engl. Bounce) ist ein Filmdrama mit Ben Affleck, Gwyneth Paltrow und Natasha Henstridge aus dem Jahr 2000. Die Regie führte Don Roos, der auch der Verfasser des Drehbuchs ist.

## Handlung
Die Handlung beginnt auf dem O’Hare International Airport in Chicago: Wegen eines Schneesturms können die Flugpassagiere nicht starten und hängen auf dem Flughafen fest. Einige kommen ins Gespräch, darunter auch der Werbefachmann Buddy Amaral und der Autor Greg Janello. Um ihm einen Gefallen zu tun, gibt Amaral Greg sein Flugticket, damit dieser zu Weihnachten früher bei seiner Familie sein kann. Das Flugzeug, mit dem eigentlich Buddy Amaral fliegen wollte, stürzt ab, und Greg Janello stirbt bei dieser Katastrophe.
Amaral wird von Schuldgefühlen geplagt und begibt sich für ein Jahr in eine Therapie. Nach der Therapie sucht er die Witwe Janellos, Abby, auf, mit der Absicht, ihr die ganze Geschichte zu erzählen. Doch bevor es dazu kommt, hat er sich schon in sie verliebt und fürchtet, sie zu verlieren, wenn er ihr alles erklärt. Nachdem die beiden eine Liebesbeziehung begonnen haben, erfährt Abby durch Zufall die Wahrheit und ist entsetzt. Sie bricht die Beziehung ab und Amaral beginnt um die Liebe zu kämpfen. Schließlich vergibt Abby ihm.

## Hintergrundinformationen
Das Drama wurde in Los Angeles und in Palm Springs, Kalifornien, gedreht. Es kostete schätzungsweise 35 Millionen US-Dollar und spielte in den US-Kinos 36,8 Millionen US-Dollar ein.
Bounce ist nach Sliding Doors ein weiterer Film mit Gwyneth Paltrow, der mit „Here With Me“ ein Lied von Dido enthält.

## Kritiken
Die Kritiken sind durchwachsen. Eine Auswertung auf Rotten Tomatoes ergab eine positive Quote von 53 % basierend auf einer Auswertung von 108 Kritiken. Michael O’Sullivan lobte in der Washington Post die Darstellungen, vor allem die von Gwyneth Paltrow. Er schrieb, dass der Film besser sei, als er nach dem Sehen des früheren Films von Roos, The Opposite of Sex – Das Gegenteil von Sex, erwartet habe.

## Auszeichnungen
- Ben Affleck und Gwyneth Paltrow wurden 2001 für den MTV Movie Award nominiert.
- Ben Affleck und Gwyneth Paltrow gewannen 2001 den Blockbuster Entertainment Award. Caroline Aaron wurde für den Blockbuster Entertainment Award nominiert.